# Nova Zelandija
Nova Zelandija (maorsko Aotearoa) je otoška država v jugozahodnem Tihem oceanu. Sestavljata ga dve glavni kopenski masi – Severni otok (Te Ika-a-Māui) in Južni otok (Te Waipounamu) – ter več kot 700 manjših otokov. Je šesta največja otoška država po površini in leži vzhodno od Avstralije čez Tasmanovo morje ter južno od otokov Nova Kaledonija, Fidži in Tonga. Raznolika topografija države in ostri gorski vrhovi, vključno z Južnimi Alpami, so v veliki meri posledica tektonskih dvigov in vulkanskih izbruhov. Glavno mesto Nove Zelandije je Wellington, najbolj naseljeno mesto pa Auckland.
Otoki Nove Zelandije so bili zadnje veliko ozemlje, ki so ga naselili ljudje. Med približno 1280 in 1350 so se Polinezijci začeli naseljevati na otokih in nato razvili značilno maorsko kulturo. Leta 1642 je nizozemski raziskovalec Abel Tasman kot prvi Evropejec videl in posnel Novo Zelandijo. Leta 1840 so predstavniki Združenega kraljestva in maorskih poglavarjev podpisali pogodbo iz Waitangija, ki je v angleški različici razglasila britansko suverenost nad otoki. Leta 1841 je Nova Zelandija postala kolonija v okviru Britanskega imperija. Kasneje je vrsta konfliktov med kolonialno vlado in maorskimi plemeni povzročila odtujitev in zaplembo velikih količin maorske zemlje. Nova Zelandija je leta 1907 postala dominion; leta 1947 je pridobila popolno zakonsko neodvisnost in obdržala monarha kot vodjo države. Danes je večina novozelandskega prebivalstva 5,25 milijona evropskega porekla; avtohtoni Maori so največja manjšina, sledijo jim Azijci in pacifiški otočani. To odraža novozelandsko kulturo, ki v glavnem izhaja iz maorskih in zgodnjih britanskih naseljencev, pri čemer je nedavna širitev kulture posledica povečanega priseljevanja. De jure uradna jezika sta maorščina in novozelandski znakovni jezik, pri čemer de facto prevladuje lokalno narečje angleščine.
Razvita država je prva uvedla minimalno plačo in prva ženskam dala volilno pravico. Uvršča se visoko v mednarodnih merilih kakovosti življenja, človekovih pravic in ima nizke stopnje zaznane korupcije. Ohranja vidne stopnje neenakosti, saj ima strukturne razlike med maorskim in evropskim prebivalstvom. Nova Zelandija je v osemdesetih letih prejšnjega stoletja doživela velike gospodarske spremembe, ki so jo spremenile iz protekcionističnega v liberalizirano gospodarstvo proste trgovine. V nacionalnem gospodarstvu prevladuje storitveni sektor, sledita mu industrijski sektor in kmetijstvo; mednarodni turizem je tudi pomemben vir dohodka.
Na nacionalni ravni je zakonodajna oblast podeljena izvoljenemu enodomnemu parlamentu, izvršno politično oblast pa izvaja izvršni svet, ki ga vodi predsednik vlade, trenutno Chris Hipkins. Karel III. Britanski je kralj države in ga zastopa generalni guverner. Poleg tega je Nova Zelandija organizirana v 11 regionalnih svetov in 67 teritorialnih oblasti za namene lokalne uprave. Kraljevina Nova Zelandija vključuje tudi Tokelau (odvisno ozemlje); Cookovi otoki in Niue (samoupravne države v svobodnem združenju z Novo Zelandijo); in Rossovo odvisno ozemlje, ki je ozemeljska zahteva Nove Zelandije na Antarktiki.
Nova Zelandija je članica Organizacije združenih narodov, Skupnosti narodov, ANZUS, UKUSA (Sporazum med Združenim kraljestvom in Združenimi državami Amerike), OECD, ASEAN Plus Six, Azijsko-pacifiškega gospodarskega sodelovanja, Pacifiške skupnosti in Foruma pacifiških otokov.

## Etimologija
Prvi evropski obiskovalec Nove Zelandije, nizozemski raziskovalec Abel Tasman, je otoke poimenoval Staten Land, saj je verjel, da so del Staten Landt, ki ga je Jacob Le Maire opazil ob južnem koncu Južne Amerike. Hendrik Brouwer je leta 1643 dokazal, da je južnoameriška dežela majhen otok, nizozemski kartografi pa so Tasmanovo odkritje iz latinščine preimenovali v Nova Zeelandia, po nizozemski provinci Zeeland. To ime je bilo kasneje anglicizirano v Novo Zelandijo.
To je bilo zapisano kot Nu Tireni v maorskem jeziku (napisano Nu Tirani v Te Tiriti o Waitangi). Leta 1834 je bil dokument, napisan v maorskem jeziku z naslovom He Wakaputanga o te Rangatiratanga o Nu Tireni, preveden v angleščino in postal Deklaracija o neodvisnosti Nove Zelandije. Pripravil jo je Te W(h)akaminenga o Nga Rangatiratanga o Nga Hapu o Nu Tireni, Združena plemena Nove Zelandije, izvod pa je bil poslan kralju Viljemu IV., ki je že priznal zastavo Združenih plemen Nove Zelandije, in ki je priznal izjavo v pismu lorda Glenelga.
Aotearoa (izgovarja se [aɔˈtɛaɾɔa] v maorščini, pogosto prevedeno kot 'dežela dolgega belega oblaka') je trenutno maorsko ime za Novo Zelandijo. Ni znano ali so imeli Maori ime za celotno državo pred prihodom Evropejcev; Aotearoa se je prvotno nanašalo le na Severni otok. Māori so imeli več tradicionalnih imen za dva glavna otoka, vključno s Te Ika-a-Māui ('riba Māui') za Severni otok in Te Waipounamu ('vode Pounamu (zelenega kamna)') ali Te Waka o Aoraki ('kanu Aoraki') za Južni otok. Zgodnji evropski zemljevidi so označevali otoke Sever (Severni otok), Srednji (Južni otok) in Jug (Stewartov otok / Rakiura). Leta 1830 so izdelovalci zemljevidov začeli uporabljati 'sever' in 'jug' na svojih zemljevidih, da bi razlikovali dva največja otoka, do leta 1907 pa je to postala sprejeta norma. Geografski odbor Nove Zelandije je leta 2009 odkril, da imeni Severnega otoka in Južnega otoka nista bili nikoli formalizirani, imena in alternativna imena pa so bila formalizirana leta 2013. To je določilo imena Severni otok ali Te Ika-a-Māui in Južni Otok ali Te Waipounamu. Za vsak otok se lahko uporabi bodisi njegovo angleško ali maorsko ime ali pa oboje skupaj. Podobno se maorsko in angleško ime za celotno državo včasih uporablja skupaj (Aotearoa Nova Zelandija); vendar to ni uradno priznano.
V moriorskem jeziku, avtohtonem jeziku Chathamskih otokov, sta besedi Aote in Aotea izraza, ki se domnevno nanašata na celinsko Novo Zelandijo.

## Zgodovina
Nova Zelandija je bila zadnja večja kopenska masa, ki so jo naselili ljudje. Zgodovina o Kupeju kot prvem človeku, ki je stopil na novozelandski arhipelag, ki jo priznava večina Māori iwi, zgodovinarji menijo, da je verodostojna; na splošno se verjame, da je zgodovinsko obstajal. Večina zgodovin trdi, da se je to zgodilo pred približno 40 generacijami (med 900 in 1200 n. št.). Konkretnejši razlogi za Kupejevo pol-legendarno potovanje in preseljevanje Maorov na splošno so sporni. Nekateri zgodovinarji menijo, da so Havaiki in drugi polinezijski otoki v tistem času doživljali velik notranji konflikt, ki naj bi povzročil eksodus z njih. Nekateri zgodovinarji trdijo, da je bilo to zaradi posledic izbruha vulkana Samalas leta 1257, ki je povzročil globalno opustošenje pridelka in morda pomagal sprožiti malo ledeno dobo.
Radiokarbonsko datiranje, dokazi o krčenju gozdov in variabilnost mitohondrijske DNK znotraj populacij Maorov kažejo, da so Vzhodni Polinezijci prvič naselili novozelandsko otočje med letoma 1250 in 1300, čeprav novejše arheološke in genetske raziskave kažejo na datum ne prej kot približno 1280, z vsaj glavnim obdobjem poselitve med približno 1320 in 1350, v skladu z dokazi, ki temeljijo na genealoških tradicijah. To je predstavljalo vrhunec v dolgem nizu potovanj po pacifiških otokih. Splošno soglasje zgodovinarjev je, da je bila naselitev Nove Zelandije z vzhodnimi Polinezijci načrtovana in premišljena. V stoletjih, ki so sledila, so polinezijski naseljenci razvili posebno kulturo, ki je danes znana kot māori. Prebivalstvo je oblikovalo različna iwi (plemena) in hapū (podplemena), ki so včasih sodelovala, včasih tekmovala in včasih se borila drug proti drugemu. V nekem trenutku se je skupina Maorov preselila v Rēkohu, danes znano kot Chathamski otoki, kjer so razvili svojo posebno kulturo Moriori. Prebivalstvo Moriori je bilo skorajda izbrisano med letoma 1835 in 1862 v genocidu Moriori, predvsem zaradi invazije in zasužnjevanja Taranaki Māori v 1830-ih, čeprav so prispevale tudi evropske bolezni. Leta 1862 jih je preživel le 101, zadnji znani polnokrvni Moriori pa je umrl leta 1933.
V sovražnem spopadu leta 1642 med Ngātijem Tūmatakōkirijem in posadko nizozemskega raziskovalca Abela Tasmana, so bili štirje člani Tasmanove posadke ubiti, vsaj enega Maora pa je zadel strel iz kanistra. Evropejci so Novo Zelandijo ponovno obiskali šele leta 1769, ko je britanski raziskovalec James Cook preslikal skoraj celotno obalo. Po Cooku so Novo Zelandijo obiskale številne evropske in severnoameriške ladje za lov na kite, tjulnje in trgovske ladje. Trgovali so z evropsko hrano, kovinskim orodjem, orožjem in drugim blagom za les, maorsko hrano, artefakte in vodo. Uvedba krompirja in muškete je spremenila maorsko poljedelstvo in vojskovanje. Krompir je predstavljal zanesljiv presežek hrane, ki je omogočal daljše in dolgotrajnejše vojaške pohode. Posledične medplemenske mušketne vojne so zajemale več kot 600 bitk med letoma 1801 in 1840, v katerih je bilo ubitih 30.000–40.000 Maorov. Od začetka 19. stoletja so krščanski misijonarji začeli naseljevati Novo Zelandijo in sčasoma spreobrnili večino prebivalstva Maorov. Prebivalstvo Maorov se je v 19. stoletju zmanjšalo na približno 40 % ravni pred stikom; vnesene bolezni so bile glavni dejavnik.
Britanska vlada je leta 1832 imenovala Jamesa Busbyja za britanskega rezidenta na Novi Zelandiji. Njegove naloge, ki mu jih je zaupal guverner Bourke v Sydneyju, so bile ščititi naseljence in trgovce 'dobrega položaja', preprečevati 'ogorčenja' proti Maorom in prijeti pobegle obsojence. Leta 1835, po napovedi bližajoče se francoske poselitve s strani Charlesa de Thierryja, so nejasna Združena plemena Nove Zelandije kralju Združenega kraljestva Viljemu IV. poslala Deklaracijo o neodvisnosti in prosila za zaščito. Nenehni nemiri, predlagana poselitev Nove Zelandije s strani družbe New Zealand Company (ki je že poslala svojo prvo ladjo geodetov, da bi od Maorov kupila zemljo) in dvomljiva pravna veljava Deklaracije o neodvisnosti so spodbudili kolonialni urad, da pošlje kapitana Williama Hobsona v zahtevajo suverenost Združenega kraljestva in se pogajajo o pogodbi z Maori. Pogodba iz Waitangija je bila prvič podpisana v Bay of Islands 6. februarja 1840. Kot odgovor na poskuse novozelandske družbe, da bi ustanovila neodvisno naselbino v Wellingtonu, je Hobson 21. maja 1840 razglasil britansko suverenost nad celotno Novo Zelandijo, čeprav so kopije pogodbe za Maore še vedno krožile po državi. S podpisom pogodbe in razglasitvijo suverenosti je število priseljencev, zlasti iz Združenega kraljestva, začelo naraščati.
Nova Zelandija je bila pod upravo kolonije Novi Južni Wales, dokler ni 3. maja 1841 postala ločena kronska kolonija, Kolonija Nova Zelandija. Oboroženi spopad se je začel med kolonialno vlado in Māori leta 1843 s sporom Wairau Affray glede zemlje in nesoglasji glede suverenosti. Ti konflikti, predvsem na Severnem otoku, so na tisoče imperialnih vojakov in kraljeve mornarice prišli na Novo Zelandijo in so postali znani kot novozelandske vojne. Po teh oboroženih spopadih je vlada zaplenila velika območja zemlje Maorom, da bi izpolnila zahteve naseljencev.
Kolonija je leta 1852 dobila reprezentativno vlado, prvi parlament pa se je sestal leta 1854. Leta 1856 je kolonija dejansko postala samoupravna in je dobila odgovornost za vse domače zadeve (razen domorodne politike, ki je bila odobrena sredi 1860-ih). Zaradi pomislekov, da bi Južni otok lahko oblikoval ločeno kolonijo, je premier Alfred Domett sprejel resolucijo o prenosu prestolnice iz Aucklanda v kraj blizu Cookove ožine. Wellington je bil izbran zaradi svoje osrednje lokacije, saj je parlament tam prvič uradno zasedal leta 1865.
Leta 1886 je Nova Zelandija priključila vulkanske Kermadecove otoke, približno 1000 km severovzhodno od Aucklanda. Od leta 1937 so otoki nenaseljeni, razen približno šest ljudi na postaji Raoul Island. Ti otoki postavljajo severno mejo Nove Zelandije na 29 stopinj južne zemljepisne širine. Po UNCLOS iz leta 1982 so otoki znatno prispevali k izključni ekonomski coni Nove Zelandije.
Leta 1891 je prišla na oblast liberalna stranka kot prva organizirana politična stranka. Liberalna vlada, ki jo je večji del svojega mandata vodil Richard Seddon, je sprejela številne pomembne socialne in gospodarske ukrepe. Leta 1893 je bila Nova Zelandija prva država na svetu, ki je vsem ženskam podelila volilno pravico, leta 1894 pa je bila prva uvedba obvezne arbitraže med delodajalci in sindikati. Liberalci so leta 1894 zagotovili tudi minimalno plačo, kar je bilo prvič na svetu.
Leta 1907 je kralj Edvard VII. Britanski na zahtevo novozelandskega parlamenta Novo Zelandijo razglasil za dominion znotraj Britanskega imperija, kar je odražalo njen samoupravni status. Leta 1947 je država sprejela Westminstrski statut, ki je potrdil, da britanski parlament ne more več sprejemati zakonodaje za Novo Zelandijo brez soglasja Nove Zelandije. Preostala zakonodajna pooblastila britanske vlade so bila pozneje odstranjena z Ustavnim zakonom iz leta 1986, končna pravica do pritožbe na britanskih sodiščih pa je bila odpravljena leta 2003.
Na začetku 20. stoletja je bila Nova Zelandija vpletena v svetovne zadeve, bojevala se je v prvi in drugi svetovni vojni in trpela zaradi velike depresije. Depresija je vodila do izvolitve prve laburistične vlade in vzpostavitve celovite socialne države ter protekcionističnega gospodarstva. Nova Zelandija je po drugi svetovni vojni doživljala vse večjo blaginjo in Māori so začeli zapuščati svoje tradicionalno podeželsko življenje in se seliti v mesta v iskanju dela. Razvilo se je maorsko protestno gibanje, ki je kritiziralo evrocentrizem in si prizadevalo za večje priznanje maorske kulture in pogodbe iz Waitangija. Leta 1975 je bilo za preiskavo domnevnih kršitev pogodbe ustanovljeno sodišče Waitangi, ki je leta 1985 lahko preiskalo zgodovinske pritožbe. Vlada se je pogajala o poravnavi teh pritožb s številnimi iwiji, čeprav so se zahteve Māorov do obale in morskega dna v 2000-ih izkazale za sporne.

## Geografija
Nova Zelandija se nahaja blizu središča vodne hemisfere in je sestavljena iz dveh glavnih otokov in več kot 700 manjših otokov. Dva glavna otoka (Severni otok ali Te Ika-a-Māui in Južni otok ali Te Waipounamu) ločuje Cookov preliv, širok 22 kilometrov na najožji točki. Politično spadajo k Novi Zelandiji tudi številni manjši otoki (največji med njimi so Cookovi otoki, Stewartov otok / Rakiura (čez Foveauxov preliv), otočje Bounty, otok Great Barrier (v zalivu Zaliv Hauraki / Tīkapa Moana), otok D'Urville (v Marlborough Sounds) in otok Waiheke (približno 22 km od središča Aucklanda). Najbližja celina Avstralija je oddaljena okrog 2000 km severozahodno od glavnih otokov. Južno od Nove Zelandije je Antarktika, severno pa Nova Kaledonija, Fidži in Tonga. Nova Zelandija je dežela neokrnjene narave, kar 80% prebivalstva živi v mestih. Približno 30 odstotkov dežele prekrivajo gozdne površine, 50 odstotkov travniki in pašniki, 20 odstotkov pa je obdelovalne površine.
Nova Zelandija je dolga in ozka – več kot 1600 kilometrov vzdolž njene severovzhodne osi z največjo širino 400 kilometrov – s približno 15.000 km obale in skupno površino 268.000 kvadratnih kilometrov. Zaradi svojih oddaljenih oddaljenih otokov in dolge obale ima država obsežne morske vire. Njena izključna gospodarska cona je ena največjih na svetu, saj pokriva več kot 15-kratno površino njenega kopnega.
Država dolguje svojo raznoliko topografijo in morda celo svoj vzpon nad valovi dinamični meji, ki se razteza med pacifiško in indo-avstralsko ploščo. Nova Zelandija je del Zelandije, mikroceline, velike skoraj polovice Avstralije, ki se je postopoma potopila, potem ko se je odcepila od superceline Gondvane. Pred približno 25 milijoni let je premik v tektonskih gibanjih plošč začel zvijati in mečkati regijo. To je zdaj najbolj očitno v Južnih Alpah, ki so nastale s stiskanjem skorje poleg Alpskega preloma. Drugje meja plošč vključuje subdukcijo ene plošče pod drugo, pri čemer nastane  Puysegurjev jarek na jugu, jarek Hikurangi vzhodno od Severnega otoka ter Kermadecovega jarka in Tonge| severneje.
Nova Zelandija je skupaj z Avstralijo del regije, znane kot Avstralazija. Prav tako tvori jugozahodni konec geografske in etnografske regije, imenovane Polinezija. Oceanija je širša regija, ki obsega avstralsko celino, Novo Zelandijo in različne otoške države v Tihem oceanu, ki niso vključene v model sedmih celin.

### Južni otok
Južni otok je največja kopenska masa Nove Zelandije. Po dolžini ga delijo Južne Alpe. Obstaja 18 vrhov, višjih od 3000 metrov, od katerih je najvišji Aoraki / Mount Cook s 3724 metri. Strme gore in globoki fjordi Fjordlanda beležijo obsežno ledeniško poledenitev tega jugozahodnega kota Južnega otoka.

### Severni otok
Severni otok je manj gorat, vendar ga zaznamuje vulkanizem. Zelo aktivno vulkansko cono Taupō je oblikovalo veliko vulkansko planoto, ki jo prekinja najvišja gora Severnega otoka, gora Ruapehu (2797 metrov). Na planoti je tudi največje jezero v državi, jezero Taupō, ugnezdeno v kalderi enega najaktivnejših supervulkanov na svetu. Nova Zelandija je nagnjena k potresom in vulkanskim izbruhom.
Na jugovzhodnem delu otoka se vzdolž obale nadaljuje mladonagubano gorstvo z Južnega otoka, ki pa je v povprečju nižje, s povprečnimi višinami vrhov med 1600 in 1800 m (najvišji vrh pa dosega 2797 m). Osrednji del otoka zavzema okoli 1000 m visoko vulkansko višavje z delujočimi vulkani, gejzirji, blatnimi vulkani in vročimi izviri. Po dolgoletnem mirovanju je leta 1995 ponovno začel delovati ognjenik Ruapehu (2797 m), aktivna sta tudi Tongariro (1981 m) in Ngauruhoe (2291 m). Iz jezera Taupo teče tudi najdaljša novozelandska reka Waikato (425 km). Na jugovzhodu teče reka Wanganui (290 km).
Manjši otoki in otočja v okolici dveh glavnih novozelandskih otokov imajo močno razčlenjeno obalo. So hribovita, višina hribovij pa dosega okrog 980 m.

### Podnebje
Podnebje Nove Zelandije je pretežno zmerno morsko (Köppen: Cfb), s povprečnimi letnimi temperaturami od 10 °C na jugu do 16 °C na severu. Zgodovinske najvišje in najnižje vrednosti so 42,4 °C v Rangiori, Canterbury in −25,6 °C v Ranfurlyju, Otago. Pogoji se med regijami močno razlikujejo od izjemno vlažnih na zahodni obali Južnega otoka do polsušnih v osrednjem Otagu in kotlini Mackenzie v notranjosti Canterburyja ter subtropskih v Severni deželi. Od sedmih največjih mest je Christchurch najbolj suh, saj prejme v povprečju le 618 milimetrov dežja na leto, Wellington pa najbolj moker, saj prejme skoraj dvakrat tolikšno količino. Auckland, Wellington in Christchurch prejmejo letno povprečno več kot 2000 ur sonca. Južni in jugozahodni deli Južnega otoka imajo hladnejše in oblačno podnebje s približno 1400–1600 urami; severni in severovzhodni del Južnega otoka sta najbolj sončna območja v državi in prejmeta približno 2400–2500 ur. Splošna snežna sezona je od začetka junija do začetka oktobra, čeprav lahko zunaj te sezone pride do hladnih sunkov. Sneženje je običajno v vzhodnih in južnih delih Južnega otoka ter gorskih območjih po državi.
- Landscapes of New Zealand
- Aoraki / Mount Cook je najvišji vrh Nove Zelandije (3724 m)
- Južne Alpe se raztezajo 500 kilometrov po Južnem otoku
- Podeželska scena blizu Queenstowna
- Soteska Hokitika, Zahodna obala
- Smaragdna jezera, gora Tongariro
- Jezero Gunn
- Pencarrow Head, Wellington

### Biotska raznovrstnost
Geografska izolacija Nove Zelandije za 80 milijonov let in otoška biogeografija sta vplivali na razvoj vrst živali, gliv in rastlin v državi. Fizična izolacija je povzročila biološko izolacijo, kar ima za posledico dinamično evolucijsko ekologijo s primeri značilnih rastlin in živali ter populacij široko razširjenih vrst. Prvotno se je domnevalo, da rastlinstvo in živalstvo Nove Zelandije izvira iz razdrobljenosti Nove Zelandije od Gondvane, vendar novejši dokazi domnevajo, da so vrste nastale zaradi razpršitve.] Približno 82 % avtohtonih vaskularnih rastlin Nove Zelandije je endemičnih in zajemajo 1944 vrst v 65 rodovih. Število gliv, zabeleženih na Novi Zelandiji, vključno z vrstami, ki tvorijo lišaje, ni znano, prav tako ne delež teh gliv, ki so endemične, vendar ena ocena kaže, da je na Novi Zelandiji približno 2300 vrst gliv, ki tvorijo lišaje in 40 % teh je endemičnih. Dve glavni vrsti gozda sta tista, v katerih prevladujejo širokolistna drevesa z nastajajočimi podokarpiji (Podocarpaceae) ali južna bukev (Nothofagus) v hladnejših podnebjih. Preostale tipe vegetacije sestavljajo travišča, med katerimi so večinoma tusockska.
Pred prihodom ljudi je bilo po ocenah 80 % kopnega pokritega z gozdom, le visoka alpska, vlažna, nerodovitna in vulkanska območja so brez dreves. Po prihodu ljudi je prišlo do velikega krčenja gozdov, s približno polovico gozdnega pokrova, ki ga je po naselitvi Polinezijcev odnesel požar. Velik del preostalega gozda je propadel po naselitvi Evropejcev, saj so ga posekali ali izkrčili, da bi naredili prostor za pašništvo, tako da je gozd zavzemal le 23 % zemlje.
V gozdovih so prevladovale ptice in pomanjkanje plenilcev sesalcev je povzročilo, da nekatere, kot so kivi, kākāpō, weka ali maorska kokoš (Gallirallus australis) in takahē (Porphyrio hochstetteri), niso razvile sposobnost letenja. Prihod ljudi, s tem povezane spremembe habitata in naselitev podgan, belih dihurjev in drugih sesalcev so privedli do izumrtja številnih vrst ptic, vključno z velikimi pticami, kot sta moa in Haastov orel.
Druge avtohtone živali predstavljajo plazilci (tuatara, skinki in gekoni), žabe, kot je zaščitena ogrožena Hamiltonova žaba (Leiopelma hamiltoni), pajki, žuželke (wētā) in polži. Nekateri, kot je tuatara, so tako edinstveni, da so jih poimenovali živi fosili. Tri vrste netopirjev (ena je že izumrla) so bile edini znak avtohtonih kopenskih sesalcev na Novi Zelandiji do leta 2006, ko so odkrili kosti edinstvenega kopenskega sesalca v velikosti miši, starega vsaj 16 milijonov let. Morskih sesalcev pa je v izobilju, s skoraj polovico svetovnih kitov in delfinov (kiti, delfini in pliskavke) in velikim številom kožuhastih tjulnjev, poročajo v vodah Nove Zelandije. Številne morske ptice gnezdijo na Novi Zelandiji, tretjina jih je edinstvenih za to državo. Na Novi Zelandiji najdemo več vrst pingvinov kot v kateri koli drugi državi, s 13 od 18 vrst pingvinov na svetu.
Od prihoda človeka je izumrla skoraj polovica vrst vretenčarjev v državi, vključno z najmanj enainpetdesetimi pticami, tremi žabami, tremi kuščarji, eno sladkovodno ribo in enim netopirjem. Drugi so ogroženi ali pa se jim je močno zmanjšal obseg. Vendar pa so novozelandski naravovarstveniki uvedli več metod za pomoč ogroženim divjim živalim pri okrevanju, vključno z otoškimi zatočišči, nadzorom nad škodljivci, preselitvijo divjih živali, spodbujanjem in ekološko obnovo otokov in drugih zavarovanih območij.

## Gospodarstvo
Nova Zelandija ima razvito tržno gospodarstvo, uvrščena na 13. mesto v indeksu človekovega razvoja za leto 2021 in na četrto mesto v indeksu ekonomske svobode za leto 2022. To je gospodarstvo z visokim dohodkom z nominalnim bruto domačim proizvodom (BDP) na prebivalca 36.254 USD. Valuta je novozelandski dolar, neuradno znan kot kivi dolar; kroži tudi na Cookovih otokih, Niueju, Tokelauju in otokih Pitcairn.
V preteklosti so ekstraktivne industrije močno prispevale k novozelandskemu gospodarstvu, saj so se v različnih obdobjih osredotočale na tjulnje, kitolov, lan, zlato, kauri gumi in domači les. Prva pošiljka ohlajenega mesa na ladji Dunedin leta 1882 je pripeljala do vzpostavitve izvoza mesa in mlečnih izdelkov v Veliko Britanijo, trgovina, ki je zagotovila osnovo za močno gospodarsko rast na Novi Zelandiji. Veliko povpraševanje po kmetijskih proizvodih iz Združenega kraljestva in Združenih držav je pomagalo Novozelandcem doseči višji življenjski standard kot Avstralija in Zahodna Evropa v petdesetih in šestdesetih letih prejšnjega stoletja. Leta 1973 se je novozelandski izvozni trg zmanjšal, ko se je Združeno kraljestvo pridružilo Evropski gospodarski skupnosti, drugi dejavniki, kot sta naftna kriza leta 1973 in energetska kriza leta 1979, pa so povzročili hudo gospodarsko depresijo. Življenjski standard na Novi Zelandiji je zaostajal za Avstralijo in Zahodno Evropo in leta 1982 je imela Nova Zelandija najnižji dohodek na prebivalca med vsemi razvitimi državami, ki jih je raziskala Svetovna banka. Sredi 1980-ih je Nova Zelandija deregulirala svoj kmetijski sektor s postopno opustitvijo subvencij v triletnem obdobju. Od leta 1984 so se zaporedne vlade lotile velikega makroekonomskega prestrukturiranja (sprva znanega kot Rogernomics in nato Ruthanasia), ki je Novo Zelandijo hitro spremenilo iz protekcionističnega in visoko reguliranega gospodarstva v liberalizirano gospodarstvo proste trgovine.
Brezposelnost je dosegla vrh malo nad 10 % v letih 1991 in 1992 po zlomu delniškega trga leta 1987, vendar je nazadnje padla na rekordno nizko (od leta 1986) 3,7 % leta 2007 (tretja uvrstitev med sedemindvajsetimi primerljivimi državami OECD). Vendar je svetovna finančna kriza, ki je sledila, močno vplivala na Novo Zelandijo, saj se je BDP zmanjšal pet zaporednih četrtletij, kar je bila najdaljša recesija v več kot tridesetih letih in brezposelnost, ki se je konec leta 2009 vrnila na 7 %. Stopnje brezposelnosti za različne starostne skupine sledijo podobnim trendom, vendar so dosledno višje med mladimi. V četrtletju decembra 2014 je bila splošna stopnja brezposelnosti okoli 5,8 %, medtem ko je bila stopnja brezposelnosti mladih od 15 do 21 let 15,6 %. Nova Zelandija je od 1970-ih doživljala vrsto 'begov možganov', ki se nadaljujejo še danes. Skoraj ena četrtina visokokvalificiranih delavcev živi v tujini, večinoma v Avstraliji in Veliki Britaniji, kar je največji delež med vsemi razvitimi državami. V zadnjih desetletjih pa je »pridobitev možganov« pripeljala izobražene strokovnjake iz Evrope in manj razvitih držav. Današnje gospodarstvo Nove Zelandije ima koristi od visoke ravni inovacij.
Za revščino na Novi Zelandiji je značilna naraščajoča dohodkovna neenakost; bogastvo na Novi Zelandiji je zelo koncentrirano, pri čemer ima 1 % najbogatejših prebivalcev v lasti 16 % bogastva države, 5 % najbogatejših pa 38 %, kar pomeni oster kontrast, kjer polovica prebivalstva, vključno z državnimi upravičenci in upokojenci, prejmejo manj kot 24.000 $. Poleg tega je vlada na Novi Zelandiji revščino otrok opredelila kot velik družbeni problem; država ima 12,0 % otrok, ki živijo v gospodinjstvih z nizkimi dohodki, ki imajo manj kot 50 odstotkov povprečnega ekvivalenta gospodinjstva za enkratno uporabo dohodek od junija 2022. Revščina ima nesorazmerno velik učinek v gospodinjstvih etničnih manjšin, saj od leta 2020 v revščini živi četrtina (23,3 %) maorskih otrok in skoraj tretjina (28,6 %) otrok s pacifiških otokov.

## Demografija
Popis prebivalstva Nove Zelandije leta 2018 je naštel 4.699.755 prebivalcev, kar je 10,8 % več kot v popisu leta 2013. Od novembra 2023 se je skupno število prebivalcev po ocenah povečalo na 5.255.890. Prebivalstvo Nove Zelandije se je v sedmih letih, ki se je končalo junija 2020, povečevalo po stopnji 1,9 % na leto. Septembra 2020 je novozelandski statistični urad poročal, da se je prebivalstvo septembra 2019 glede na ocene prebivalstva na podlagi popisa leta 2018 povzpelo nad 5 milijonov ljudi.
Prebivalstvo Nove Zelandije je danes koncentrirano na severu države, od junija 2023 približno 76,5 % prebivalstva živi na Severnem otoku in 23,5 % na Južnem otoku. V 20. stoletju se je prebivalstvo Nove Zelandije preselilo proti severu. Leta 1921 je bilo središče prebivalstva države v Tasmanskem morju zahodno od Levina v Manawatū-Whanganui; do leta 2017 se je premaknilo 280 km severno do bližine mesta Kawhia v Waikatu.
Nova Zelandija je pretežno urbana država, saj 84,2 % prebivalstva živi v urbanih območjih, 50,6 % prebivalstva pa živi v sedmih mestih s populacijo nad 100.000. Auckland je z več kot 1,4 milijona prebivalcev daleč največje mesto. Novozelandska mesta se na splošno uvrščajo visoko na mednarodnih merilih za bivanje. Na primer, leta 2016 je bil Auckland uvrščen na tretje najbolj primerno mesto na svetu, Wellington pa na dvanajsto po raziskavi Mercer Quality of Living Survey.
| Največja mesta države Nova Zelandija Statistika Nove Zelandije: prebivalcevjunij 2022 ocena (SSGA18 boundaries) prebivalcev | Največja mesta države Nova Zelandija Statistika Nove Zelandije: prebivalcevjunij 2022 ocena (SSGA18 boundaries) prebivalcev | Največja mesta države Nova Zelandija Statistika Nove Zelandije: prebivalcevjunij 2022 ocena (SSGA18 boundaries) prebivalcev | Največja mesta države Nova Zelandija Statistika Nove Zelandije: prebivalcevjunij 2022 ocena (SSGA18 boundaries) prebivalcev | Največja mesta države Nova Zelandija Statistika Nove Zelandije: prebivalcevjunij 2022 ocena (SSGA18 boundaries) prebivalcev | Največja mesta države Nova Zelandija Statistika Nove Zelandije: prebivalcevjunij 2022 ocena (SSGA18 boundaries) prebivalcev | Največja mesta države Nova Zelandija Statistika Nove Zelandije: prebivalcevjunij 2022 ocena (SSGA18 boundaries) prebivalcev | Največja mesta države Nova Zelandija Statistika Nove Zelandije: prebivalcevjunij 2022 ocena (SSGA18 boundaries) prebivalcev | Največja mesta države Nova Zelandija Statistika Nove Zelandije: prebivalcevjunij 2022 ocena (SSGA18 boundaries) prebivalcev | Največja mesta države Nova Zelandija Statistika Nove Zelandije: prebivalcevjunij 2022 ocena (SSGA18 boundaries) prebivalcev |
| | Rang | | Regija | Preb. | Rang | | Regija | Preb. | |
| --- | --- | --- | --- | --- | --- | --- | --- | --- | --- |
| Auckland Christchurch | 1 | Auckland | Auckland | 1.440.300 prebivalcev | 11 | Porirua | Wellington | 60.200 prebivalcev | Wellington Hamilton |
| Auckland Christchurch | 2 | Christchurch | Canterbury | 377.900 prebivalcev | 12 | New Plymouth | Taranaki | 58.500 prebivalcev | Wellington Hamilton |
| Auckland Christchurch | 3 | Wellington | Wellington | 212.000 prebivalcev | 13 | Rotorua | Bay of Plenty | 57.900 prebivalcev | Wellington Hamilton |
| Auckland Christchurch | 4 | Hamilton | Waikato | 179.900 prebivalcev | 14 | Whangārei | Northland | 54.900 prebivalcev | Wellington Hamilton |
| Auckland Christchurch | 5 | Tauranga | Bay of Plenty | 158.300 prebivalcev | 15 | Nelson | Nelson | 50.800 prebivalcev | Wellington Hamilton |
| Auckland Christchurch | 6 | Lower Hutt | Wellington | 111.500 prebivalcev | 16 | Hastings | Hawke's Bay | 50.400 prebivalcev | Wellington Hamilton |
| Auckland Christchurch | 7 | Dunedin | Otago | 102.400 prebivalcev | 17 | Invercargill | Southland | 49.800 prebivalcev | Wellington Hamilton |
| Auckland Christchurch | 8 | Palmerston North | Manawatū-Whanganui | 81.200 prebivalcev | 18 | Upper Hutt | Wellington | 44.800 prebivalcev | Wellington Hamilton |
| Auckland Christchurch | 9 | Napier | Hawke's Bay | 66.800 prebivalcev | 19 | Whanganui | Manawatū-Whanganui | 42.600 prebivalcev | Wellington Hamilton |
| Auckland Christchurch | 10 | Hibiscus Coast | Auckland | 60.000 prebivalcev | 20 | Gisborne | Gisborne | 37.700 prebivalcev | Wellington Hamilton |

## Kultura
Zgodnji Maori so prilagodili tropsko osnovano vzhodno polinezijsko kulturo v skladu z izzivi, povezanimi z večjim in bolj raznolikim okoljem, ter sčasoma razvili svojo lastno posebno kulturo. Družbena organizacija je bila večinoma skupnostna z družinami (whānau), podplemeni (hapū) in plemeni (iwi), ki jim je vladal poglavar (rangatira), katerega položaj je bil predmet odobritve skupnosti. Britanski in irski priseljenci so na Novo Zelandijo prinesli vidike svoje kulture in vplivali tudi na kulturo Maorov, zlasti z uvedbo krščanstva. Vendar pa Māori svojo zvestobo plemenskim skupinam še vedno smatrajo za pomemben del svoje identitete, sorodstvene vloge Māorov pa so podobne vlogam drugih polinezijskih ljudstev. Nedavno so ameriška, avstralska, azijska in druge evropske kulture vplivale na Novo Zelandijo. Očitne so tudi polinezijske kulture, ki niso Maori, saj je Pasifika, največji polinezijski festival na svetu, zdaj vsakoletni dogodek v Aucklandu.
Večinoma podeželsko življenje v zgodnji Novi Zelandiji je privedlo do podobe Novozelandcev kot robustnih, marljivih reševalcev problemov. Skromnost je bila pričakovana in uveljavljena s »sindromom visokega maka«, kjer so bili odličniki deležni ostrih kritik. Takrat Nova Zelandija ni bila znana kot intelektualna država. Od zgodnjega 20. stoletja do poznih 1960-ih je bila kultura Maorov zatrta s poskusi asimilacije v britanske Novozelandce. V 1960-ih, ko je terciarno izobraževanje postalo bolj dostopno in so se mesta razširila, je začela prevladovati urbana kultura. Vendar so podeželske podobe in teme pogoste v novozelandski umetnosti, literaturi in medijih.
Na novozelandske nacionalne simbole vplivajo naravni, zgodovinski in maorski viri. Srebrna praprot je emblem, ki se pojavlja na vojaških oznakah in uniformah športnih ekip. Nekateri predmeti popularne kulture, za katere velja, da so edinstveni za Novo Zelandijo, se imenujejo Kiwiana.

### Umetnost
Kot del ponovnega vzpona maorske kulture se tradicionalne obrti rezbarjenja in tkanja zdaj bolj izvajajo, število in vpliv maorskih umetnikov pa naraščata. Večina maorskih rezbarij prikazuje človeške figure, običajno s tremi prsti in bodisi naravno videti podrobno glavo bodisi groteskno glavo. Površinski vzorci, sestavljeni iz spiral, grebenov, zarez in ribjih lusk, krasijo večino rezbarij. Prevladujočo maorsko arhitekturo so sestavljale izrezljane hiše za srečanja (wharenui), okrašene s simboličnimi rezbarijami in ilustracijami. Te stavbe so bile prvotno zasnovane tako, da so se nenehno obnavljale, spreminjale in prilagajale različnim kapricam ali potrebam.
Maori so bel les stavb, kanujev in kenotafov okrasili z rdečo (mešanica rdečega oker in maščobe morskega psa) in črno (iz saj) ter slikali slike ptic, plazilcev in druge motive na stenah jam. Maorske tetovaže (moko), sestavljene iz obarvanih saj, pomešanih z gumijem, so vrezovali v meso z dletom za kosti. Od prihoda v Evropo so na slikah in fotografijah prevladovale pokrajine, prvotno ne kot umetniška dela, temveč kot dejanski prikazi Nove Zelandije. Pogosti so bili tudi portreti Maorov, ki so jih zgodnji slikarji pogosto upodabljali kot idealno raso, ki ni bila omadeževana s civilizacijo. Osamljenost države je odložila vpliv evropskih umetniških trendov, kar je lokalnim umetnikom omogočilo, da razvijejo svoj značilen slog regionalizma. V 1960-ih in 1970-ih so številni umetniki združili tradicionalne maorske in zahodne tehnike ter tako ustvarili edinstvene umetniške oblike. Novozelandska umetnost in obrt je postopoma dosegla mednarodno občinstvo z razstavami na Beneškem bienalu leta 2001 in razstavo Paradise Now v New Yorku leta 2004.
Maorska ogrinjala so narejena iz finih lanenih vlaken in vzorčasta s črnimi, rdečimi in belimi trikotniki, diamanti in drugimi geometrijskimi oblikami. Iz zelenega kamna so izdelali uhane in ogrlice, pri čemer je bil najbolj znan dizajn hei-tiki, popačena človeška figura, ki sedi s prekrižanimi nogami in glavo nagnjeno na stran. Evropejci so na Novo Zelandijo prinesli angleški modni bonton in do 1950-ih se je večina ljudi oblekla za družabne priložnosti. Standardi so se od takrat sprostili in novozelandska moda je pridobila sloves ležerne, praktične in brez sijaja. Vendar pa je lokalna modna industrija od leta 2000 močno narasla, podvojila izvoz in povečala s peščice na približno 50 uveljavljenih založb, pri čemer so nekatere založbe pridobile mednarodno priznanje.